# Eternal (musikalbum av Stratovarius)
Eternal är det finska power metal-bandet Stratovarius femtonde studioalbum, utgivet i september 2015 på earMUSIC, samt i Japan på Victor.
En musikvideo spelades in till "My Eternal Dream".
Eternal nådde plats 5 på den finska topplistan och plats 27 på den tyska.

## Låtlista
1. "My Eternal Dream" – 6:04
2. "Shine in the Dark" – 5:05
3. "Rise Above It" – 4:26
4. "Lost Without a Trace" – 5:28
5. "Feeding the Fire" – 4:12
6. "In My Line of Work" – 4:19
7. "Man in the Mirror" – 4:43
8. "Few Are Those" – 4:11
9. "Fire in Your Eyes" – 4:15
10. "The Lost Saga" – 11:39

## Medverkande
Musiker
- Timo Kotipelto – sång
- Matias Kupiainen – gitarr
- Lauri Porra – basgitarr
- Jens Johansson – keyboard
- Rolf Pilve – trummor

Bidragande musiker
Körsång
- Petri Aho
- Franscico "Pancho" Cresp
- Viljami Holopainen
- Carlo Kyllönen
- Antti Lappalainen
- Alexa Leroux
- Jere Martikainen
- Kata Mertanen
- Anna-Maria Parkkinen
- Antti Railio
- Joonas Sergin
- Ari Sievälä
- Tuomas Yli-Jaskari

Produktion
- Matias Kupiainen – producent, inspelningstekniker, mixning
- Franscisco "Pancho" Cresp – producent & mixning (assisterande)
- Orko – inspelningstekniker
- Jani Liimatainen – inspelningstekniker, låtskrivande
- Mika Jussila – mastering
- Perttu Vänskä – körarrangemang, musiknotering
- Gyula Havancsák – omslagskonst
- Sander Nebeling – design
- Jarmo Katila – foto

## Inspelningsinformation
Inspelningsstudior:
- 5 By 5 Studio, Helsingfors, Finland
- Rokkiranta, Finland
- Wolfsschanze, Sverige